# Sollefteå (comune)
Sollefteå è un comune svedese di 20 329 abitanti, situato nella contea di Västernorrland. Il suo capoluogo è la cittadina omonima.

## Località
Nel territorio comunale sono comprese le seguenti aree urbane (tätort):
- Junsele
- Långsele
- Näsåker
- Österforse
- Ramsele
- Sollefteå

## Amministrazione

### Gemellaggi
- Steinkjer
- Hammel
- Nykarleby